# ジェレミー・ソルボン
ジェレミー・ソルボン (Jérémy Sorbon, 1983年8月5日 - ) は、フランスの元サッカー選手。ポジションはDF。

## 経歴
2013年6月、SMカーンはソルボンとの契約が切れたことを発表し、EAギャンガンに移籍した。
2021年6月17日に引退を発表、EAギャンガンのスポーツコーディネーターに就任した。